# Blacula
Blacula è un film del 1972 diretto da William Crain.
Si tratta di un horror appartenente al genere blaxploitation. Prima trasposizione di un vampiro afroamericano nella storia del cinema, il film è divenuto un cult movie, uno dei più amati dai fan della blaxploitation. Il successo di Blacula ha ispirato una serie di film horror-blaxploitation, come Blackenstein, Abby e Sugar Hill, e ha anche avuto un sequel, Scream Blacula Scream (inedito in Italia), diretto nel 1973 da Bob Kelljan.

## Trama
1780: in Transilvania arriva il principe africano Mamuwalde, accompagnato dalla moglie Luva. Il principe deve incontrare il conte Dracula, per protestare contro la tratta degli schiavi africani. Dracula vampirizza il principe, dandogli il nome Blacula e condannandolo alla dannazione eterna, e ne uccide la moglie.
Nel 1972 due giovani omosessuali si recano in Transilvania per acquistare alcuni cimeli della villa del conte Dracula, e portano gli oggetti, tra cui anche la bara di Blacula, a Los Angeles. Lì aprono la bara e liberano Blacula; questi li uccide, mordendoli al collo, e fugge. Intanto all'obitorio si reca il dottor Gordon Thomas, medico della polizia, insieme alla sua fidanzata Michelle e alla sorella di questa, Tina. Il dottore scopre i morsi al collo di uno dei due giovani gay e inizia ad indagare.
Tina lascia l'obitorio e viene inseguita da Blacula, che rivede in lei la sua amata Luva. Tina fugge impaurita e riesce a tornare a casa sua. La sera seguente Blacula si reca in un locale dove si trovano Tina, Michelle e il dottor Thomas, e inizia a colloquiare con Tina. Questa si innamora di lui e inizia a frequentarlo. Intanto Blacula semina di cadaveri le strade di Los Angeles, e il dottor Thomas continua ad indagare, insieme ad un collega.
Blacula dichiara a Tina il suo essere vampiro e lei, seppur sconvolta, continua a frequentarlo. Le indagini del dottor Thomas intanto si dirigono sempre di più verso Blacula, che viene braccato da vicino. La polizia scopre il covo dove Blacula, Tina e i vampiri si sono rifugiati, e riesce ad annientare con l'aiuto del fuoco alcuni vampiri. Blacula decide quindi di vampirizzare Tina, per poi affrontare i poliziotti.
Il dottor Thomas e il suo collega riescono ad individuare la bara di Blacula. La aprono e colpiscono con un paletto il cuore di Tina. Blacula affronta i due, ma invece di ucciderli si fa annientare dalla luce del sole, sconvolto dalla morte dell'amata Tina.

## Produzione
Molti membri del cast e della troupe di Blacula avevano lavorato in televisione in precedenza. Il regista William Crain si era occupato di dirigere alcuni episodi di Mod Squad, i ragazzi di Greer. Mamuwalde/Blacula interpretato da William H. Marshall fu il primo vampiro di colore ad apparire in un film. Marshall aveva precedentemente recitato a teatro ed in alcuni episodi di Organizzazione U.N.C.L.E., The Nurses, Star Trek e Mannix. Thalmus Rasulala, che interpreta il Dr. Gordon Thomas era apparso in puntate di Ai confini della realtà, Perry Mason, e Gli uomini della prateria.
La lavorazione di Blacula ebbe luogo tra la fine di gennaio ed il marzo del 1972.
Mentre Blacula era ancora in fase di pre-produzione, William Marshall collaborò con gli sceneggiatori per assicurasi che il suo personaggio possedesse una certa "dignità". Il nome del personaggio venne modificato da Andrew Brown a Mamuwalde, e da lì nacque l'idea dell'orgoglioso principe africano vampirizzato. Le riprese di Blacula si svolsero a Los Angeles, con alcune scene girate a Watts, mentre la scena finale è ambientata all'Hyperion Outfall Treatment Plant a Playa del Rey.
La colonna sonora di Blacula è differente rispetto alla maggior parte dei film horror in generale, e ricorre al rhythm and blues in contrasto con la abituale musica scelta per questo genere di pellicole. Nella colonna sonora sono presenti brani di Gene Page e contributi da parte di The Hues Corporation e 21st Century Ltd.

## Accoglienza
Alla sua uscita nelle sale Blacula ricevette recensioni miste. Variety recensì positivamente il film, lodandone sceneggiatura, musica e prova attoriale di William Marshall. Il Chicago Reader lodò la pellicola, dichiarando che avrebbe lasciato soddisfatti gli spettatori più di qualsiasi altro tentativo "post-Bela Lugosi". La recensione del New York Times fu invece negativa, definendo la trama di Blacula "totalmente insensata". In Films & Filming, un recensore definì il film "totalmente improbabile ad ogni livello". Il Monthly Film Bulletin descrisse il film "un pessimo modello per quello che promette di essere un nuovo eccitante genere cinematografico, il black horror", e a parte la scena iniziale, "il film fallisce in ogni tentativo di approfondire temi potenzialmente interessanti inerenti alla sfera politica o filosofica". Ai Saturn Awards del 1973 Blacula si aggiudicò il premio Saturn Award per il miglior film horror.
In recensioni più recenti, Kim Newman di Empire diede al film due stellette su cinque, trovandolo troppo "sciatto e pieno di buchi nella trama". Time Out recensisce negativamente Blacula, affermando che oggi si riduce "alla solita storia dell'eroe contro i vampiri con l'aggiunta della musica soul e di un paio di buone gag". Film4 assegna tre stelle e mezzo al film, definendolo "una visione blaxploitation essenziale". AllMovie dà al film due stelle e mezzo su cinque, facendo notare come Blacula sia meglio "di quanto il suo titolo camp possa lasciar intendere... ".

## Premi
- 1973 - Saturn Award per il miglior film horror

## Slogan promozionali
- «He's black! He's beautiful! He's Blacula!»
«È nero! È bellissimo! È Blacula!».

## Collegamenti ad altre pellicole
- Blacula ha influenzato Vampiro a Brooklyn, diretto da Wes Craven nel 1995, e Zora la vampira, diretto dai Manetti Bros. nel 2000.

## Omaggi
- I Simpson hanno omaggiato il film in vari episodi: in Simpson Tide, Homer guarda in televisione uno spot pubblicitario che annuncia la programmazione di Blacula. In All's Fair in Oven War, Blacula viene parodiato con un falso film intitolato Blacula Meets Black Dracula. In I've Grown a Costume on Your Face il Dottor Hibbert si veste in occasione della festa di Halloween da Dracula, ma il Sindaco Quimby lo scambia per Blacula.
- Nel programma televisivo Avanti un altro! su Canale 5, condotto da Paolo Bonolis, è presente un personaggio chiamato "Black Dracula" che omaggia il protagonista del film Blacula.
- Blacula ha avuto anche una parodia pornografica, intitolata Lust of Blackula.